# ナンバリングタイトル
ナンバリングタイトルは、作品の題名、作品の種類の一種。ナンバリング作品とも呼ばれる。

## 概説
『○○2』や『○○3』のように、もともとある作品の題名に番号を付けた題名、その題名の作品のことを指す。ナンバリングタイトルから数字を外しただけの題名・作品（シリーズ作品の第1作など）もナンバリングタイトルと言われることもある。タイトルにつく数字はアラビア数字やローマ数字などさまざまである。ナンバリングタイトルのなかには『○○2-2』のように、数字にさらに数字がついた題名・作品もある。
複数のナンバリングタイトルがある多くのシリーズ作品のナンバリングタイトルは『○○2』『○○3』『○○4』『○○5』のように順番に数字が付けられているが、複数のナンバリングタイトルがあるシリーズ作品のなかには、ナンバリングタイトルの数字が順番どおりでないシリーズ作品もある。
ナンバリングタイトルはある作品の続編である作品が多いが、ある作品の前日譚である作品や、ほかの作品と関連性のない作品もある。シリーズ作品内で他の作品と関連性のあるナンバリングタイトルと、ほかの作品と関連性のないナンバリングタイトルがある場合もある。
シリーズ作品においては、ナンバリングタイトルは基本的に本編作品である。最初はナンバリングタイトルではない作品であっても、途中からナンバリングタイトルにしたり、最初はナンバリングタイトルにしても、途中からナンバリングタイトルではない作品にすることもある。
原題がナンバリングタイトルでない作品が外国で別の題名になるときに、ナンバリングタイトルになることもある。
タイトルの最後の文字として数字があっても、ナンバリングタイトルではないものがある（スペースチャンネル5やオーシャンズ11など）。また、ナンバリングタイトルではない数字を増分させてナンバリングタイトル風にする場合もある（オーシャンズ12など）。